# Graham McTavish
Graham McTavish (Glasgow, 4 gennaio 1961) è un attore scozzese.

## Biografia
È noto per le sue partecipazioni nelle numerose serie televisive a cui ha preso parte. Nel 2008 recita insieme a Sylvester Stallone nel film John Rambo, mentre nel 2010 prende parte al film di Randall Wallace Un anno da ricordare e, sempre nello stesso anno, interpreta la parte di Mikhail Novakovich nell'ottava stagione di 24. Interpreta insieme a Zoe Saldana nel 2011 il film Colombiana, mentre nel 2012 interpreta il nano Dwalin in Lo Hobbit - Un viaggio inaspettato, recitando nuovamente la parte nei successivi film della trilogia Lo Hobbit - La desolazione di Smaug e Lo Hobbit - La battaglia delle cinque armate. Dal 2014 al 2016 recita la parte di Dougal MacKenzie nella serie televisiva Starz Outlander, mentre nel 2015 ottiene una parte in Creed - Nato per combattere, un film di Ryan Coogler. Nel 2016 recita in L'ultima tempesta insieme a Chris Pine. 

## Vita privata
È stato sposato con Gwen Isaac, regista neozelandese, dalla quale ha avuto due figlie.
A gennaio 2023 McTavish ha sposato Garance Doré in Scozia.

## Filmografia

### Attore

#### Cinema
- Dio salvi la regina (For Queen & Country), regia di Martin Stellman (1988)
- Erik il Vikingo (Erik the Viking), regia di Terry Jones (1989)
- Il vento nei salici (The Wind in the Willows), regia di Terry Jones (1996)
- Macbeth, regia di Jeremy Freeston (1997)
- King Lear, regia di Brian Blessed e Tony Rotherham (1999)
- Ali G (Ali G Indahouse), regia di Mark Mylod (2002)
- Dot the I - Passione fatale (Dot the I), regia di Matthew Parkhill (2003)
- Tomb Raider - La culla della vita (Lara Croft Tomb Raider: The Cradle of Life), regia di Jan de Bont (2003)
- King Arthur, regia di Antoine Fuqua (2004)
- John Rambo (Rambo), regia di Sylvester Stallone (2008)
- Sisterhood, regia di Richard Wellings-Thomas (2008)
- Green Street Hooligans 2, regia di Jesse V. Johnson (2009)
- Middle Men, regia di George Gallo (2009)
- Penance, regia di Jake Kennedy (2009)
- Pandemic, regia di Jason Connery (2009)
- Un anno da ricordare (Secretarias), regia di Randall Wallace (2010)
- The Wicker Tree, regia di Robin Hardy (2011)
- Colombiana, regia di Olivier Megaton (2011)
- Lo Hobbit - Un viaggio inaspettato, (The Hobbit: An Unexpected Journey), regia di Peter Jackson (2012)
- Lo Hobbit - La desolazione di Smaug (The Hobbit: The Desolation of Smaug), regia di Peter Jackson (2013)
- Lo Hobbit - La battaglia delle cinque armate (The Hobbit: The Battle of the Five Armies), regia di Peter Jackson (2014)
- Plastic, regia di Julian Gilbey (2014)
- Realiti, regia di Jonathan King (2014)
- Creed - Nato per combattere (Creed), regia di Ryan Coogler (2015)
- L'ultima tempesta (The Finest Hours), regia di Craig Gillespie (2016)
- The Stolen, regia di Niall Johnson (2017)
- Aquaman, regia di James Wan (2018)

#### Televisione
- John Silver's Return to Treasure Island - miniserie TV, 1 puntata (1986)
- Freedom Fighter, regia di Desmond Davis - film TV (1988)
- Highlander – serie TV, episodio 4x21 (1996)
- Merlin, regia di David Winning - film TV (1998)
- Casualty - serie TV, 6 episodi (1998-2005)
- Taggart - serie TV, episodi 15x01-21x05 (1998-2005)
- The Knock - serie TV, episodio 4x02 (1999)
- Red Dwarf - serie TV, 5 episodi (1999)
- Heartbeat - serie TV, episodio 9x02 (1999)
- The Stretch, regia di Frank W. Smith - film TV (2000)
- Red Cap, regia di David Richards - film TV (2001)
- Doctors - serie TV, episodio 2x69 (2001)
- Caleb - serie TV, episodio 1x01 (2002)
- Rose and Maloney - serie TV, 1x01-1x02 (2002)
- Dinotopia - serie TV, episodio 1x3 (2002)
- Rosemary & Thyme - serie TV, episodio 1x03 (2003)
- Family - miniserie TV, episodi 1x01, 1x03 e 1x04 (2003)
- Charles II: The Power & the Passion - miniserie TV, 2 puntate (2003)
- Murder City - serie TV, episodio 1x04 (2004)
- Murphy's Law - serie TV, episodio 2x02 (2004)
- D-Day 6.6.1944, regia di Kim Bour e Richard Dale - film TV (2004)
- Metropolitan Police - serie TV, 6 episodi (2005-2006)
- Empire – miniserie TV, 5 puntate (2005)
- Roma (Rome) – serie TV, episodi 1x09-1x11 (2005)
- Good Girl, Bad Girl, regia di Sebastian Vigg - film TV (2006)
- Sharpe's Challenge, regia di Tom Clegg - film TV (2006)
- Ghost Whisperer: The Other Side - webserie TV, episodi 1x01-1x02-1x08 (2007)
- New Tricks - Nuove tracce per vecchie volpi (New Tricks) - serie TV, episodio 4x5 (2007)
- Cane – serie TV, episodio 1x11 (2007)
- The Royal – serie TV, episodio 6x12 (2007)
- NCIS - Unità anticrimine (NCIS) – serie TV, episodio 5x06 (2007)
- Jekyll - miniserie TV, 1 puntate (2007)
- Numb3rs – serie TV, episodio 4x04 (2007)
- Lost – serie TV, episodio 4x05 (2008)
- CSI: Miami – serie TV, episodio 6x16 (2008)
- Prison Break – serie TV, 4 episodi (2008)
- Pushing Daisies - serie TV, episodio 2x3 (2008)
- Ghost Whisperer - Presenze (Ghost Whisperer) – serie TV, episodio 4x23 (2009)
- La strana coppia (The Good Guys) - serie TV, episodio 1x07 (2010)
- 24 – serie TV, 7 episodi (2010)
- The Sixth Gun, regia di Jeffrey Reiner - film TV (2013)
- Outlander – serie TV, 20 episodi (2014-2024)
- Preacher – serie TV, 42 episodi (2016-2019)
- Colony – serie TV, episodi 3x03-3x04-3x05 (2018)
- Lucifer – serie TV, 6 episodi (2019)
- The Witcher – serie TV, 10 episodi (2021-2023)
- House of the Dragon – serie TV, 9 episodi (2022)

#### Cortometraggi
- King Lear: A Critical Guide, regia di Lara Lowe (1997)
- Julius Caesar: A Critical Guide, regia di Peter Balderstone (1997)

### Doppiatore

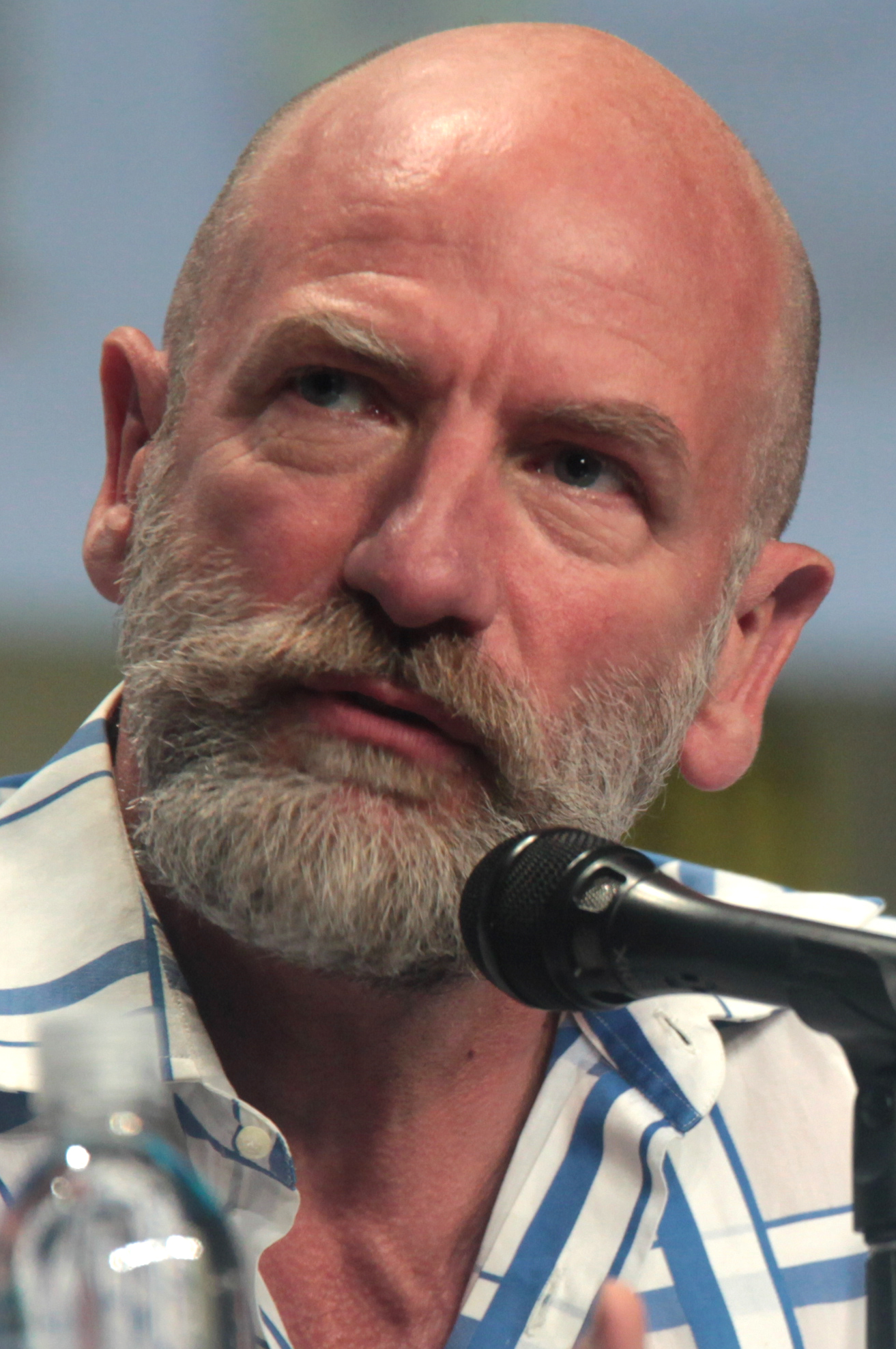
Graham McTavish al San Diego Comic-Con 2014

- Killzone: Liberation – videogioco (2006)
- Medieval II: Total War – videogioco (2006)
- Lost Planet: Extreme Condition (2006) (non accreditato)
- Heavenly Sword – videogioco (2007)
- Lost Planet: Colonies – videogioco (2008) (non accreditato)
- Quantum of Solace – videogioco (2008)
- Hulk Vs., regia di Frank Paur e Sam Liu (2009)
- Wolverine e gli X-Men (Wolverine and the X-Men) – serie animata (2009)
- Shadow Complex – videogioco (2009)
- Ninja Gaiden Sigma 2 – videogioco (2009)
- Uncharted 2: Il covo dei ladri – videogioco (2009)
- Dragon Age: Origins – videogioco (2009)
- Call of Duty: Modern Warfare 2 – videogioco (2009)
- Call of Duty: Modern Warfare: Mobilized – videogioco (2009)
- The Saboteur – videogioco (2009)
- Dante's Inferno – videogioco (2010)
- Dante's Inferno: An Animated Epic – serie animata (2010)
- Metro 2033 – videogioco (2010)
- Transformers: War for Cybertron – videogioco (2010)
- Singularity – videogioco (2010)
- Call of Duty: Black Ops – videogioco (2010)
- Dead Space: Aftermath, regia di Mike Disa (2011)
- Warhammer 40,000: Dawn of War II - Retribution – videogioco (2011)
- Infamous 2 – videogioco (2011)
- Hunted: The Demon's Forge – videogioco (2011)
- SOCOM 4: U.S. Navy SEALs – videogioco (2011)
- Ace Combat: Assault Horizon – videogioco (2011)
- Uncharted 3: L'inganno di Drake – videogioco (2011)
- Call of Duty: Modern Warfare 3 – videogioco (2011)
- Star Wars: The Old Republic – videogioco (2011)
- Marvel Super Heroes 4D Experience – cortometraggio (2012)
- Avengers - I più potenti eroi della Terra (The Avengers: Earth's Mightiest Heroes) – serie animata (2010-2012)
- Assassin's Creed III – videogioco (2012)
- The Order: 1886 – videogioco (2015)
- Teenage Mutant Ninja Turtles - Tartarughe Ninja (Teenage Mutant Ninja Turtles) – serie animata, 5 episodi (2015-2017)
- Kung Fu Panda - Mitiche avventure (Kung Fu Panda: Legends of Awesomeness) – serie animata (2016)
- Uncharted 4: Fine di un ladro – videogioco (2016)
- Halo Wars 2 – videogioco (2017)
- Transformers: Robots in Disguise – serie animata (2017)
- Castlevania – serie animata, 10 episodi (2017-2021)
- The Witcher: Nightmare of the Wolf, regia di Kwang Il Han (2021)

## Doppiatori italiani
Nelle versioni in italiano delle opere in cui ha recitato, Graham McTavish è stato doppiato da: 
- Luca Biagini in John Rambo, 24, Blood Red Sky, House of the Dragon
- Bruno Conti ne Lo Hobbit - Un viaggio inaspettato, Lo Hobbit - La desolazione di Smaug, Lo Hobbit - La battaglia delle cinque armate
- Angelo Nicotra in Colombiana
- Roberto Draghetti in Prison Break
- Luigi Ferraro in Ghost Whisperer - Presenze
- Davide Marzi in CSI: Miami
- Antonio Palumbo in Creed - Nato per combattere
- Fabrizio Pucci in Un anno da ricordare
- Paolo Marchese in Outlander
- Paolo Sesana in Preacher
- Marco Mete in Aquaman e Aquaman e il regno perduto
- Dario Oppido in Colony
- Gianni Giuliano in Lucifer
- Mario Cordova in The Witcher
- Stefano De Sando in L'ultima tempesta

Da doppiatore è sostituito da:
- Claudio Moneta in Infamous 2, Uncharted 3: L'inganno di Drake
- Alberto Olivero in Metro 2033
- Claudio Beccari in Assassin's Creed III
- Dario Oppido in Uncharted 2: Il covo dei ladri
- Diego Sabre in Castlevania
- Luca Ward in Dante's Inferno: An Animated Epic
- Marco Balzarotti in The Order: 1886
- Oliviero Corbetta in Singularity
- Renato Cecchetto in DuckTales
- Stefano Albertini in Dante's Inferno
- Stefano Mondini in Kung Fu Panda - Mitiche avventure